# Plicatounio
Genre
Plicatounio est un genre fossile de mollusques bivalves de la famille fossile des Plicatounionidae.

## Liste des espèces
Selon GBIF (10 octobre 2022) :
- Monginella bellaradiata da Silva, Varejão, Matos, Rodrigues, Fürsich, Skawina, Schneider, Warren, Assine & Simões, 2020
- Plicatounio flattersensis Mongin, 1963
- Plicatounio fortis J.-X.Yao & J.-S.Yu, 1986
- Plicatounio fujianensis Z.-W.Gu & Q.-H.Ma, 1976
- Plicatounio hunanensis R.-J.Zhang, 1979
- Plicatounio kobayashii Maeda, 1962
- Plicatounio kwanmonensis Ota, 1959
- Plicatounio latiplicatus Z.-W.Gu & J.-S.Yu, 1976
- Plicatounio maxima Hoffet, 1937
- Plicatounio multiplicatus Suzuki, 1943
- Plicatounio naktongensis Kobayashi & Suzuki, 1936
- Plicatounio namphungensis Kobayashi, 1968
- Plicatounio nananensis Q.-H.Ma & B.-Y.Huang, 1979
- Plicatounio okjuni S.-Y.Yang
- Plicatounio radieri Goumard, 1956
- Plicatounio rongxianensis Liu, 1984
- Plicatounio rostratus F.-X.Guo & Zhang, 1981
- Plicatounio suzukii Hoffet, 1937
- Plicatounio tamurai F.-X.Guo, 1986
- Plicatounio triangularis Kobayashi & Suzuki, 1936
- Plicatounio zhejiangensis
- Plicatounio zhuchengensis Q.-H.Ma, 1983

## Systématique
Le genre Plicatounio a été créé en 1936 par les malacologistes japonais Teiichi Kobayashi (d) (1901-1996) et Kôiti Suzuki (d) (?-?).
Plicatounio a pour synonymes :
- Acclinoplicatounio Q.-H.Ma & B.-Y.Huang, 1979
- Equiplicatounio J.-H.Chen, 1988
- Guangxiplicatounio Fang, 2007
- Lioplicatounio Q.-H.Ma, 1983
- Monginella Starobogatov, 1970
- Rongxiania X.-Z.Liu, 1984